# جانگانی
جانگانی (به لاتین: Jangany) یک منطقهٔ مسکونی در ماداگاسکار است که در بتروکا واقع شده‌است. جانگانی ۱۰٬۰۰۰ نفر جمعیت دارد و ۹۰۷ متر بالاتر از سطح دریا واقع شده‌است.